# Герб Белёва и Белёвского района
Герб города Белёва и муниципального образования Белёвский район Тульской области Российской Федерации.
Герб города восстановлен на основе исторического городского герба решением Белёвского Земского Собрания в 2002 году.
Герб района утверждён Решением Земского собрания Белевского района от 16 мая 2005 года № 78.
Герб района внесён в Государственный геральдический регистр под регистрационным номером 942.

## Описание и обоснование символики
Геральдическое описание (блазон) гласит:
В лазоревом (синем, голубом) поле золотой ячменный сноп, охваченный червлёным (красным) пламенемПоложение о гербе
За основу герба муниципального образования «Белёвский район» взят исторический герб города Белёва, «Высочайше утвержденъ 8-го Марта 1778 года», описание которого гласило: 
Въ голубом поле стоящій сноп ячменный, изъ котораго выходитъ пламя. (Старый герб)
Золото символизирует богатство, справедливость, уважение, великодушие.
Красный цвет в геральдике символизирует труд, жизнеутверждающую силу, мужество, праздник, красоту.
Голубой цвет в геральдике — символ чести, славы, преданности, истины, красоты, добродетели и чистого неба.

## История
Исторический герб Белёва был составлен товарищем герольдмейстера Ф. М. Санти в начале XVIII века на основе сведений, присланных о Белёве из провинциальной канцелярии. В доношении сообщалось о большом пожаре, случившемся незадолго до отсылки сведений о городе, пожар уничтожил «посацких людей многие дворы», а также «замок рубленый весь сгорел». Данный герб до 1778 года не был утверждён и не использовался.

### Герб Белевского ландмилицкого полка
В 1763 году был сформирован Белёвский мушкетёрский полк, как ландмилицкий полк Украинского корпуса.
11 января 1765 года Белевскому ландмилицкому полку пожалован герб: 
въ золотомъ щите, на зеленомъ поле, на-искось расположенная, белая, каменная стена, съ зубцами и бойницами, а надъ нею рука, выходящая изъ облаковъ и держащая серебряный крестъ
Чаще всего, в XVIII веке гербы городов и полков, носивших их названия, имели единый герб, но в данном случае с гербом Белевского ландмилицкого полка этого не произошло. Возможно о существовании герба, составленным Ф. Санти не знали и герб для полка был составлен по эмблемам взятым из книги «Символы и эмблемата», изданной в Амстердаме в 1705 году по указанию Петра I. Выходящая из облака рука держащая крест означала «промысел божий», а стена — крепость.

### Высочайше утвержденный герб
В 1778 году герольдмейстер князь М. М. Щербатов, с 1771 года возглавлявший Герольдмейстерскую контору, представил герб Белёва, составленный Ф. Санти более 50 лет назад, на Высочайщее утверждение Екатерине II.
Исторический герб Белёва был Высочайше утверждён 8 (19) марта 1778 года императрицей Екатериной II вместе с другими гербами городов Тульского наместничества (ПСЗ, 1778, Закон № 14717)

### Герб Кёне
В 1863 году, в период геральдической реформы Кёне, был разработан проект нового герба уездного города Белёва Тульской губернии (официально не утверждён):
В лазоревом щите золотой колос в столб, сопровождаемый 4 золотыми пламенами: 2 и 2. В вольной части герб Тульской губернии. Щит увенчан серебряной стенчатой короной и окружён золотыми колосьями, соединёнными Александровской лентой
В советский период исторический герб Белёва не использовался.

### Новое время
2 ноября 1990 года второй сессией двадцать первого созыва Белёвского городского Совета народных депутатов был утверждён новый вариант герба Белёва, который имел следующее описание: 
Лазоревый щит пересечён стилизованным кружевным серебряным повышенным поясом. В верхнем поле золотой сноп, охваченный червлёным пламенем. В нижнем поле на фоне восходящего червлёного солнца контуры древнего города, сопровождаемые внизу золотыми яблоками, обрамлёнными зелёной ветвью дуба и золотым колосом
Автор герба художник Николай Дмитриевич Жиляев.
Герб 1990 года имел геральдические ошибки (нарушено правило тинктур).
В 2002 году решением Белёвского Земского Собрания был восстановлен исторический герб города.
16 мая 2005 года Решением Земского собрания Белевского района исторический герб Белёва 1778 года стал официальным символом муниципального образования Белёвский район.
Реконструкция исторического герба Белёва была произведена при содействии «Союза геральдистов России». Авторская группа реконструкция герба: консультант К. Ф. Мочёнов, Виктор Греков (г. Белёв); художник Р. И. Маланичев, обоснование символики: Галина Туник (г. Москва).